# Спортінг (Нім)
«Спортінг» (Нім) (фр. Sporting Club nîmois) — французький футбольний клуб з міста Нім, заснований в 1901 році. У 1932—1935 році клуб грав у вищому французькому дивізіоні, але 1937 року був розформований. Лише в 2011 році команда була відновлена і з того часу виступає в нижчих регіональних аматорських лігах. Домашні матчі проводить на «Стад Франсіс Туркан».

## Історія
Клуб був заснований 1901 року 21-річним Анрі Муньєром, який щойно повернувся з 2-річної подорожі Англією і під впливом побаченого вирішив організувати в рідному місті футбольну команду. Спершу в нову команду запрошували грати лише юних протестантів.
1932 року клуб отримав професіональний статус і став співзасновником Національного чемпіонату, першого загальнофранцузького професіонального футбольного турніру. Там «Спортінг» у дебютному сезоні 1932/33 зайняв 5-те місце. Загалом провів у вищому дивізіоні три сезони і зайнявши в останньому 16-те місце покинув елітний дивізіон. 
Тоді ж через фінансові проблеми команда втратила професіональний статус і ще два роки грала в аматорських турнірах, поки 1937 року взагалі не була розпущена. На його базі 10 квітня 1937 року в іншому районі міста за підтримки місцевих підприємців було засновано новий футбольний клуб «Нім-Олімпік».
У 2011 році команда «Спортінг» (Нім) була відновлена. і з того часу виступає в аматорських турнірах. У сезоні 2020/21 виступає в третій окружній лізі Гар-Лозер (11-й дивізіон).